# Joaquín de Abreu y Orta
Joaquín María Estanislao de Abreu y Orta (Tarifa, 7 de mayo de 1782 - Algeciras, 17 de febrero de 1851) fue un político español, introductor del socialismo utópico de Fourier en España.

## Biografía
Al igual que sus hermanos A. Agustín y Manuel María, ingresó en la Armada como guardiamarina en 1797, y combatió en la Guerra de la Independencia con el grado de alférez, pero al concluir en 1814 renunció a su carrera militar y volvió a Tarifa dispuesto a iniciar una lucha política como liberal exaltado, de forma que al haberse opuesto al golpe de Estado absolutista del Manifiesto de los persas tuvo que exiliarse en 1817. Volvió con la restauración liberal promovida por Rafael del Riego en 1820 y fue elegido diputado provincial por Algeciras en 1821, durante el Trienio constitucional; también fue diputado a Cortes en 1822 y 1823.
Como votó a favor de la destitución de Fernando VII a la caída del régimen liberal 1823, fue condenado a muerte y se vio forzado a exiliarse en Inglaterra, recorriendo además el norte de África y Bélgica para residir finalmente en Francia, donde entró en contacto con las ideas de Charles Fourier. Fourier (1772-1837) preconizaba la abolición de la propiedad privada y la instauración de un sistema de falanges cooperativas, o falansterios, a las que debían afiliarse todos los individuos y de las que debían recibir su necesario sustento. Abreu tuvo noticias suyas por una publicación llamada La Réforme Industrielle, donde se hablaba del intento de fundar una asociación agrícola. Quiso saber más, pero no encontró en parte alguna libros de Fourier. Por fin encontró algunos ejemplares intonsos en una biblioteca pública. Leyéndolos adoptó la doctrina del autor. Visitó durante dos meses del verano de 1832 el falansterio de Condé-sur-Vesgre, propuesta piloto del propio Fourier, y colaboró con él introduciendo sus ideas en España a través de la prensa. 
Fourier había sido llamado socialista utópico por Engels. Abreu, sin embargo, no puede ser asociado, según él mismo decía, al socialismo, en particular al de Pablo Iglesias. Su idea de este movimiento es propia. Fue siempre un liberal de los llamados exaltados, como muchos en la primera mitad del siglo XIX. Pensaba que el nombre socialismo no deriva de la sociedad que se pretende reformar, sino del principio fundamental en que se apoyan las reformas que se quieren introducir. Tal principio es la asociación. Así, pues, es socialista aquella persona que, en orden a la producción, distribución y consumo de los bienes contrapone el principio de la asociación al del aislamiento, creyendo que de este último solo puede proceder la confrontación entre unos y otros.
A la muerte de Fernando VII en septiembre de 1833, y luego del posterior decreto de 7 de febrero de 1834 por el que se permitía a Abreu regresar, se instaló en Cádiz, donde se casó con su sobrina Concepción Núñez Abreu, 24 años más joven que él, convirtiéndose en un rico terrateniente. Luego se estableció en Algeciras y publicó en 1835, bajo el seudónimo de Proletario, una serie de artículos en El Eco del Comercio de Madrid, en El Nacional de Cádiz y en el periódico de Algeciras El Grito de Carteya, que fueron reproducidos luego en El Vapor de Barcelona. Con el apoyo económico de uno de sus discípulos, Manuel Sagrario de Beloy, ideó el proyecto de un falansterio en Tempul, un paradisíaco entorno natural cercano a Jerez de la Frontera, y lo entregó a la Diputación de Cádiz el 10 de diciembre de 1841; sin embargo, pese al apoyo inicial de la Diputación, y a una segunda versión de la propuesta que entregó en febrero de 1842 que fue aprobada por el regente Baldomero Espartero, no llegó a constituirse por razones ignoradas, probablemente por la caída del regente; hasta 1844 fue vocal del Correccional de Cádiz e influyó en el joven político republicano Fernando Garrido. Joaquín Abreu acabó sus días como administrador de loterías en Cádiz y Algeciras y Sagrario de Beloy terminó invirtiendo en la industria minera. Murió en Algeciras de una congestión cerebral.

## Obras
- Opúsculo sobre la inmoralidad de la renta de loterías, y reforma que a juicio del autor, conviniera introducir en este ramo, Cádiz: Imprenta de la Viuda de Comes, 1841.